# Assedio di Shika
L'assedio del castello di Shika, avvenuto tra il 1546 ed il 1547, fu una delle tante battaglie combattute da Takeda Shingen per prendere il controllo dello Shinano. Dopo aver appena sconfitto Uesugi Norimasa nella battaglia di Odaihara, Shingen usò 300 teste dei nemici appena uccisi per intimidire la guarnigione del castello. Piazzò le teste appena fuori dal castello finché Kasahara Kiyoshige si arrese.